# Žinčica
Žinčica (en Eslovaco) o Żentyca (en polaco) es una bebida hecha de leche de oveja similar al kéfir. Es un subproducto en el proceso de hacer el queso Bryndza. Es popular entre los montañeses de los Cárpatos. Es de color blanco o ligeramente crema.
Bryndzové halušky es comúnmente con žinčica.